# Jack Günthard
Jack Günthard   (Hirzel, 8 de gener de 1920 - Biel/Bienne, 7 d'agost de 2016) va ser un gimnasta artístic suís que va competir durant les dècades de 1940 i 1950.
El 1952 va prendre part en els Jocs Olímpics d'Estiu de Hèlsinki, on disputà vuit proves del programa de gimnàstica. Guanyà la medalla d'or en la prova de la barra fixa i la de plata en el concurs complet per equips. En la resta de proves no va obtenir resultats destacables.
En el seu palmarès també destaquen diversos campionats nacionals, una medalla de bronze al Campionat del Món de gimnàstica artística de 1954 i dues medalles d'or al Campionat Europeu de gimnàstica artística de 1957.
Un cop retirat exercí d'entrenador de la selecció italiana.